# Niklas Backman
Pour les articles homonymes, voir Backman.
Niklas Backman, né le 13 novembre 1988 à Västerås en Suède est un footballeur suédois. Il évolue comme défenseur central.

## Biographie

### En club
Le 18 janvier 2016, Niklas Backman rejoint le Danemark pour s'engager en faveur de l'AGF Aarhus. Il signe un contrat courant jusqu'en juin 2017.
Niklas Backman met un terme à sa carrière professionnelle en octobre 2021 à l'âge de 32 ans, en raison notamment de plusieurs traumatismes crâniens,.

## Palmarès
AIK Solna
- Vainqueur de la Supercoupe de Suède (1) : 2010